# Churchill-klubben

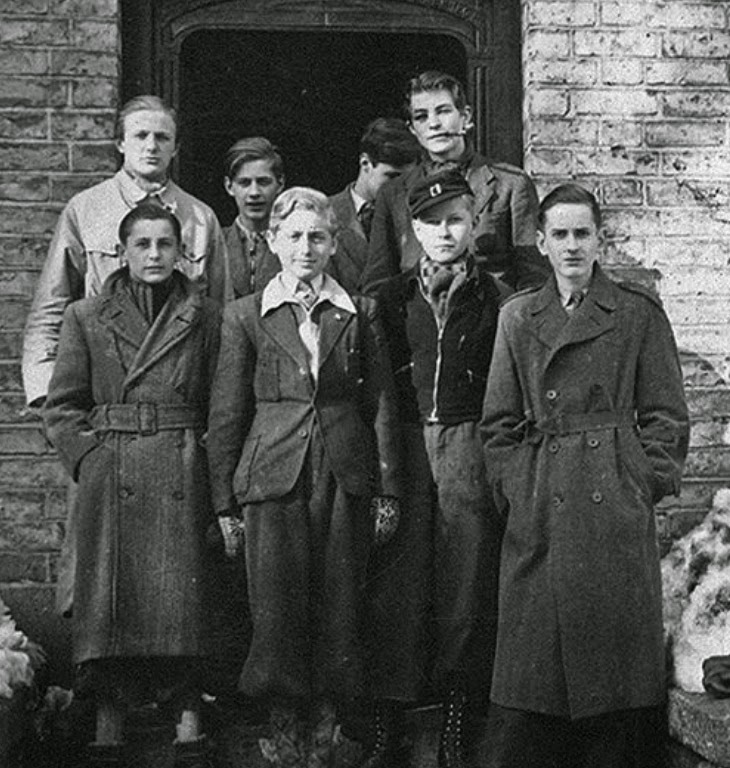
Churchill-klubbens yngre medlemmar.

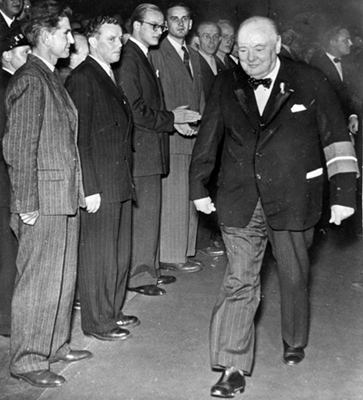
Churchill-klubben inspekteras av Winston Churchill. Churchill bjöd in gruppen till ett av sina segertal 1950 efter att ha hört talas om deras aktioner.

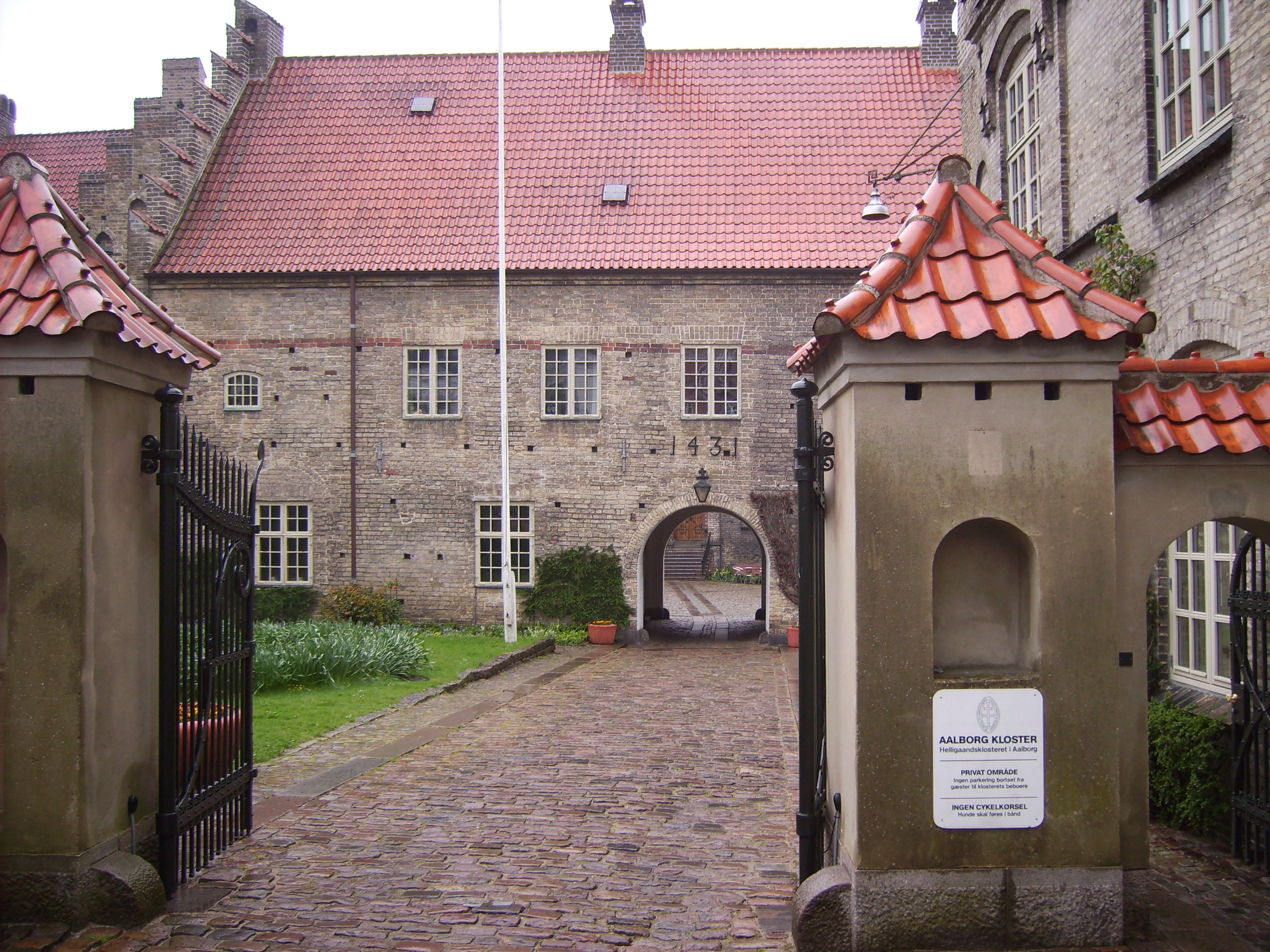
Gruppens mötesplats i Ålborg.

Churchill-klubben var den första motståndsgruppen under Tysklands ockupation av Danmark i andra världskriget. Gruppen bestod i huvudsak av gymnasieelever från Ålborg Katedralskole och bildades före julen 1941 i Ålborgs kloster som också var gruppens mötesplats under den tiden som gruppen fanns till. Under 1942 utförde gruppen 25 aktioner, däribland flygbladsutdelning, graffiti riktad mot ockupationsmakten, stölder av tyska vapen och igångsättande av bränder i tyska godsvagnar. 
Den 18 maj 1942 greps tio medlemmar och alla utom Børge Ollendorff; den yngste pojken på 14 år, sattes i fängelse. Den 11 juni 1942 dömde Köpenhamns tingsrätt de tio ungdomarna till fängelsestraff för handlingar begångna under tiden 20 februari till 7 maj 1942 i Ålborg och Brønderslev och för några enstaka händelser i Odense. De tre äldsta medlemmarna, Alf Houlberg, Kaj Houlberg och Knud Andersen Hornbo, dömdes till att sitta i tyskt fängelse i 4 år och 6 månader, 5 år respektive 5 år. Efter sex månader fick de avtjäna resterande tid av straffet i Horsens statsfängelse i Danmark. De övriga dömda fick avtjäna sitt straff i Nyborgs statsfängelse, där de fick möjlighet att slutföra sin utbildning.

## Medlemmar
Det exakta antalet medlemmar är inte helt klart, gruppen hade många medhjälpare, och bestod av 8-20 personer. Följande medlemmar var de skolpojkar som greps för aktionerna:
- Børge Ollendorf
- Eigil Astrup-Frederiksen, fängelse i 2 år.
- Hans Uffe Darket, fängelse i 2 år och 6 månader.
- Helge Milo, fängelse i 1 år och 6 månader.
- Jens Bue Pedersen, fängelse i 3 år.
- Knud Pedersen, fängelse i 3 år.
- Mogens Fjellerup, fängelse i 2 år.
- Mogens Mikael Thomsen, fängelse i 1 år och 6 månader.[5]

## Symbol

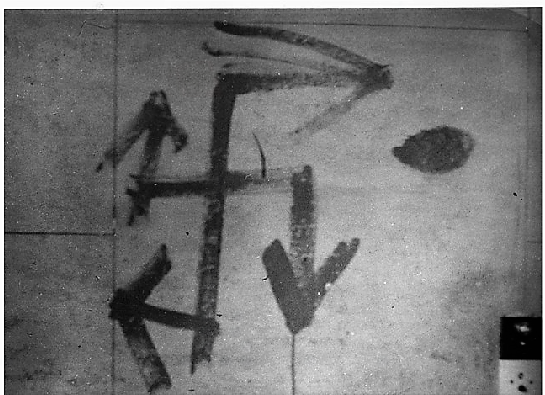

Churchill-klubbens symbol liknade den nazistiska swastikan, den var blå med pilar i varje ände. Symbolen stod för "Upprorets låga".